# E Unibus Pluram
«E Unibus Pluram: Телевидение и американская литература» (анг. E Unibus Pluram: Television and U.S. Fiction) — эссе Дэвида Фостера Уоллеса, написанное в 1993 году, и посвященное анализу специфики американской телевизионной индустрии и её влияния на американскую культуру в целом и на литературу в частности.
Первоначально опубликованное в журнале «Обзор современной художественной литературы», в 1997 году это эссе вошло в сборник «Предположительно забавная вещь, которую я больше никогда не сделаю».

## Смысл названия
Выражение «Из одного — многие» (лат. E Unibus Pluram) представляет собой солипсическую игру с выражением Цицерона «Из многого — единое» (лат. E Pluribus Unum). В современном контексте этот девиз означает единство нации, он размещен на гербе США, а до 1956 года использовался и на американских банкнотах.

Кроме того, сам Фостер Уоллес ссылался на Майкла Соркина как на автора этого выражения. В контексте эссе, оно означает многочисленную телевизионную аудиторию, складывающуюся из конкретных индивидуальных зрителей:

Мы – Аудитория, мегаметрическое множество, хотя чаще всего мы смотрим телевизор в одиночестве. Из единого – многие.

## Содержание работы
Исследуя специфику телевидения как средства коммуникации, Давид Фостер Уоллес подчеркивает, что самая большая опасность телевидения для писателей — это отказ воспринимать его серьёзно в качестве одновременно «как распространитель и создатель культурной атмосферы, в которой мы живем».

Уоллес полагает, что среднестатистический американец склонен воспринимать телевидение в качестве зеркала:
Если мы хотим узнать, что такое американская нормальность – то, что американцы хотят считать своей нормой – мы можем довериться телевидению. <…> Это зеркало <…> скорее как зеркало в ванной, в которое подросток смотрит на свои бицепсы и ищет самый выгодный ракурс.
В рамках этой концепции основной проблемой автор выделяет стремление писателей воспринимать телевидение как источник реалистичного материала для своих произведений. В этом ключе автор соотносит акт вуайеризма и просмотр телепередачи. Уоллес опровергает распространенную критику телевидения как недостаточно реалистичного, поскольку телевидение на фундаментальном уровне не отражает реальность. Соответственно, автор выявляет несостоятельность акта телевизионного вуайеризма:
1. Вуайерист должен оставаться незамеченным, тогда как все участники телепередач осведомлены, что за ними наблюдают;
2. Вуайеризм — это специфический вид кражи, в то время как всё, что транслируется по телевизору предлагается к просмотру изначально;
3. То, что происходит на экране телевизора — не поведение реальных людей в реальных ситуациях;
4. Однако и назвать телевизионных персонажей состоятельными художественными персонажами нельзя;
5. По сути подсматривание ведется даже не за людьми, а за движением волн и частиц, передающих изображение;
6. И это изображение поступает с телевизора, так что по сути абстрактный зритель подсматривает только за своей же мебелью. И даже если обратить внимание на студийную мебель, которая призвана изображать мебель реальную, можно заметить её отличие от мебели в реальном доме зрителя.

Однако за счет исключительных способностей ведущих «вести себя естественно» в кадре и якобы неестественном поведении на экране обычных людей, именно происходящее в рамках телепередач становится для зрителя мерилом реальной жизни. Таким образом, американская культура и литература 1990-х годов создается не на реалистическом основании, а подменяет его другим вымышленным материалом, опираясь на художественную попытку телеведущих «вести себя естественно».
Далее в своей работе Уоллес исследует то, как ирония, которую послевоенные американские писатели использовали в качестве оружия против СМИ, корпораций и политиков, была адаптирована самими представителями СМИ, бизнесменами и политиками. В качестве примера Уоллес приводит серию из сериала «Сент-Элсвер»: в ней очередной больной убежден в том, что он — героиня другого существующего сериала «Шоу Мэри Тайлер Мур». По словам автора, это — «внутренняя шутка внутри другой внутренней шутки», что характеризует телевидение как способное на ироничные самоотсылки в таком масштабе, о котором «предыдущее постмодернистское искусство и мечтать не могло». В этом ключе телевидение стало неуязвимым для критиков, поскольку, как и критики, оно стало иронизировать над собой и критиковать самого себя, не предлагая никаких вариантов решения проблем.
Уоллес полагает, что телевидение, породившее метапрозу, связано с литературой посредством «стыдливой иронии», поскольку ирония для телевидения — в принципе наиболее естественный способ существования. В качестве доказательства Уоллес приводит несколько аргументов о существовании иронии в самой специфике телевидения:
- Наличие двух каналов восприятия (звук и изображение) делает телевидение идеальной площадкой для иронии как противоречия между тем, что сказано, и тем, что показано;
- Телевидение подобно зависимости, которая сама по себе иронична: чем больше одинокий человек проводит времени за просмотром телевизора, тем более он одинок. Чем более одинок зритель, тем более он стремится восполнить своё одиночество, наблюдая за жизнью других людей на экране и причисления себя к сообществу зрителей.
- Телевидение привлекает зрителя к ежедневному просмотру, демонстрируя жизнь, где люди не занимаются просмотром телевизора.
- Телевидение играет на различие того, чего человек хочет, и того, что человек думает, что хочет. Уоллес полагает, что «американцы хотят банальности, однако в глубине души думают, что должны хотеть чего-то нового». В этих условиях телевидение предлагает культуру «потакания греху» (guilty indulgence). Под влиянием подобной культуры сформировалась и современная литература: она опирается на поп-культурные отсылки, так как читатель «легко их узнает и, одновременно, чувствует себя неловко потому, что так легко их узнает»[3].
- Обращаясь прежде всего к зрителю как к индивидууму, американское телевидение 1990-х годов (и реклама, и телепередачи) с одной стороны, задавало ценностью жизни «стремление возвыситься над толпой», но с другой стороны, причисляло зрителя к аудитории, то есть, к толпе.

Уоллес утверждает, что ирония одновременно, эффективно выполняя развлекательную функцию, является причиной «отчаяния и стагнации в американской культуре». Анализируя работу Марка Лейнера «Мой двоюродный брат, мой гастроэнтеролог» и других писателей-постмодернистов конца 1980-х — начала 1990-х годов, Уоллес отмечает основным отличительным свойством этого литературного направления стремление «перезагрузить то, что (ошибочно) принимается за „реальность“, до трех измерений, реконструировать единый объемный мир из разрозненных потоков плоских объектов».. Однако, как отмечает Уоллес, с задачей писатели не справляются, поскольку телевидение уже апроприировало используемые ими методы:
Телевидение использует элементы постмодернизма - запутанность, абсурд, сардоническую усталость, иконоборчество - и делает себя зрелищным и потребляемым.
В подобных условиях ирония, изначально использовавшаяся как метод контр-культурной борьбы, стала явлением массовой культуры, однако не привнесла в культуру ничего нового:
Здесь и скрывается всепоглощающая способность институционализированной иронии: тираническая способность противоречить, не затрагивая содержания.
Дэвид Фостер Уоллес приводит 3 возможных варианта ответа писателей на сложившуюся ситуацию:
1. Фундаменталистский и реакционный ответ: назвать и телевидение, и культуру в США начала 1990-х годов злом и вернуться к литературе 1960-х.
2. Несколько более просвещенный политический консерватизм, который освобождает зрителей и телевидение от всякого соучастия в культурной стагнации, а вместо этого обвиняет во всех проблемах телевидения недостатки в вещательной технологии, которые со временем будут устранены. Эту позицию Уоллес описывал преимущественно на основе работы Джорджа Гилдера «Жизнь после телевидения: приближающаяся трансформация медиа и американской жизни».
3. Настоящими же «революционерами» литературы, по мнению автора, могут стать анти-мятежники, которые откажутся от ироничного взгляда на мир и чья детская храбрость сможет воспринять сиюминутные ценности существующей культуры. Однако Уоллес считает, что такие анти-мятежники устареют ещё до того, как появятся, заключая, что молодые американские писатели 1990-х, возможно, завершат культурный путь литературы США в принципе.

## Влияние и критика
Александр Павлов в работе «Образы современности в XXI веке: метамодернизм» связывает творчество Дэвида Фостера Уоллеса и конкретно это эссе с термином постиронии: «в настоящий момент в литературоведении понятие используется чаще всего применительно к его творчеству». Несмотря на то, что сам Фостер-Уоллес не использовал в «E Unibus Pluram» термин постирония, именно в этой работе он один из первых описал усталость от иронии постмодерна и раскритиковал присущий американской культуре первой половины 1990-х годов цинизм.
Однако, в той же работе Павлов отмечает, что Уоллес в своём эссе анализирует исключительно негативную повестку постиронии, выявляя только её негативные и деструктивные характеристики: «формулировать позитивную программу постиронии за Уоллеса пришлось исследователям».
Так же, анализируя эссе Уоллеса, немецкий ученый Лукас Хоффман в 2016 году основной заслугой писателя назвал выработку идеи «постироничного убеждения».
Джейсон Гуриэл в своей статье «Почему я не буду смотреть фильм о Дэвиде Фостере Уоллесе: он научил не делать этого» отмечает, что критические эссе Уоллеса были «пророческими ответами на навязчивые идеи того времени». Среди его прочих эссе он отмечает, что «E Unibus Pluram» — "одно из самых амбициозных критических эссе, которое способствовало развитию авторского мировоззрения и стало основой самого запоминающегося произведения Дэвида Фостера-Уоллеса — «Бесконечной шутки».